# Porrera

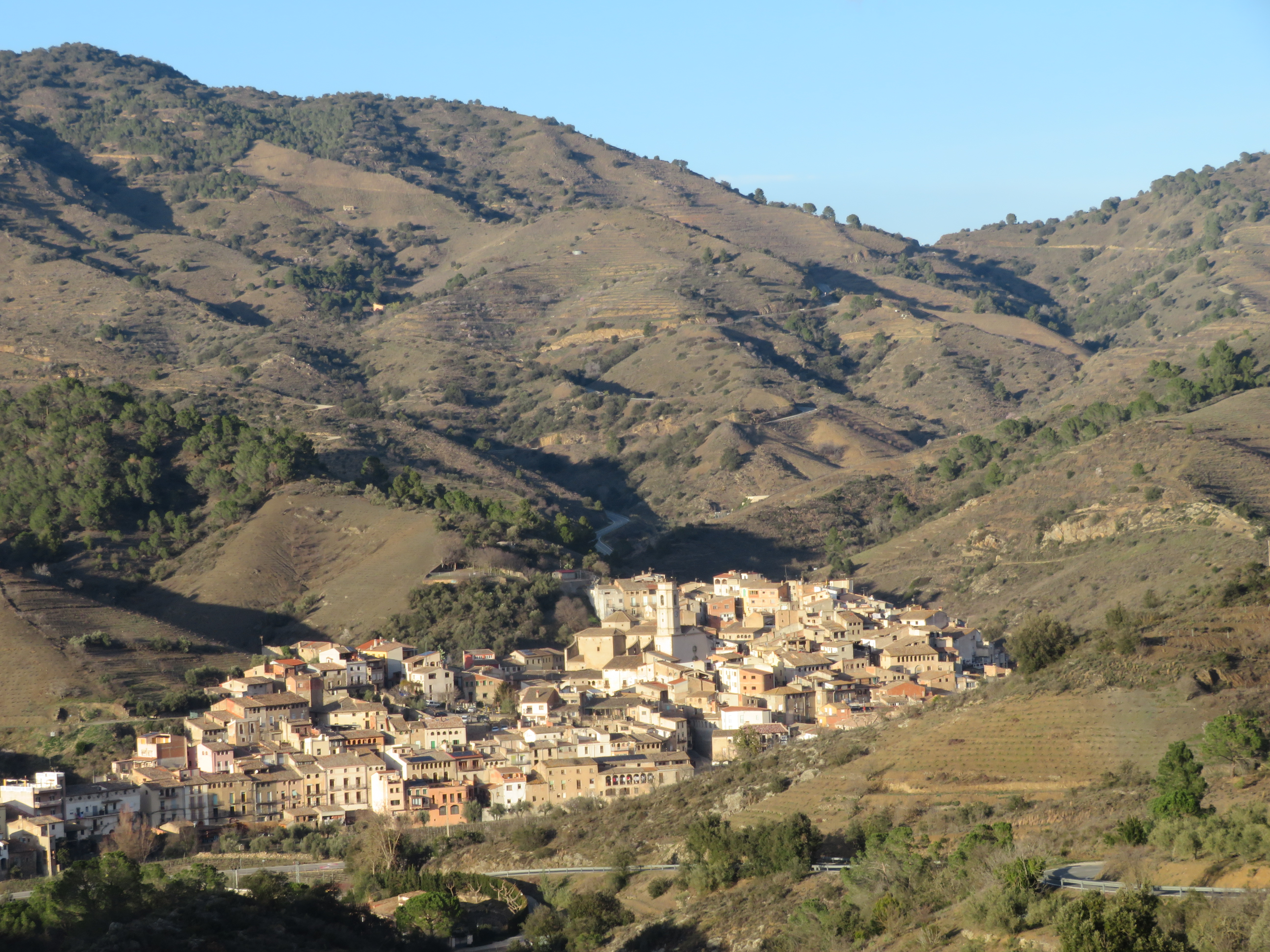
Porrera

Porrera è un comune spagnolo di 462 abitanti situato nella comunità autonoma della Catalogna.